# Hexatoma (Eriocera) ambrosia angustinigra
Hexatoma (Eriocera) ambrosia angustinigra is een ondersoort van de tweevleugelige Hexatoma (Eriocera) ambrosia uit de familie steltmuggen (Limoniidae). De ondersoort komt voor in het Oriëntaals gebied.